# Ryūnosuke Akutagawa
Ryūnosuke Akutagawa (芥川 龍之介 Akutagawa Ryūnosuke?,  Kyōbashi, Tokio, Japón, 1 de marzo de 1892 - ibídem, 24 de julio de 1927) fue un escritor japonés, perteneciente a la generación neorrealista que surgió a finales de la Primera Guerra Mundial. Sus obras, en su mayoría cuentos cortos, reflejan su interés por la vida del Japón feudal. La locura de su madre le condicionó psicológicamente para toda la vida; siendo un niño enfermizo y nervioso que leía libros incesantemente en las bibliotecas públicas. 
Considerado como el "padre de los cuentos japoneses", el Premio Akutagawa, uno de los más prestigiosos de Japón, fue nombrado en su honor. Akutagawa se suicidó a la edad de 35 años por sobredosis de barbital.

## Primeros años
Ryūnosuke Akutagawa nació el 1 de marzo de 1892 en el distrito de Kyōbashi, Tokio, como el tercer y único hijo varón de Toshizo Nīhara y Fuku Akutagawa. Fue nombrado "Ryūnosuke" (hijo del dragón) debido a que su nacimiento coincidió con el Año del Dragón. Debido a la enfermedad que su madre padecía poco después de su nacimiento —al parecer sufría de psicosis—, quien murió en 1902, fue adoptado a una edad temprana por el hermano mayor de esta, Dōshō Akutagawa, de quien tomó el apellido Akutagawa y quien se hizo cargo de su crianza. Su tía política, Fuki, le atormentó durante toda su infancia diciéndole que padecía de la misma enfermedad que su madre; esto le traumatizó y le signó como escritor atormentado. Akutagawa se interesó en la literatura china clásica desde muy joven, así como también en los trabajos de escritores como Mori Ōgai y Natsume Sōseki.
En 1910, ingresó a la Escuela Superior N.º 1 de Tokio, donde se haría amigo de varios compañeros de clase que incluían a Kan Kikuchi, Masao Kume, Yūzō Yamamoto, Bunmei Tsuchiya, así como otros que llegarían a ser escritores célebres. En 1913, comenzó sus estudios en el Departamento de Literatura Inglesa de la Facultad de Letras de la Universidad de Tokio. Con el grupo formado por Kikuchi, Yamamoto, Toyoshima, Tsuchiya y otros, al año siguiente editó la revista Shinshicho, en la que publicó traducciones de obras de William Butler Yeats y Anatole France, y sus primeros cuentos: Vejez y La muerte de un joven. Después de la graduación, enseñó brevemente en la Escuela Naval de Ingeniería en Yokosuka como instructor de inglés, antes de decidir dedicarse a escribir.
Cuando aún era un estudiante, Akutagawa le propuso matrimonio a su amiga de la infancia, Yayoi Yoshida, pero su familia adoptiva no aprobó la unión. En 1916, se comprometió con Fumi Tsukamoto, con quien se casó dos años después, en 1918. La pareja tuvo tres hijos: Hiroshi (1920-1981), un actor, Takashi (1922-1945), quien fue asesinado en Birmania, y Yasushi (1925-1989), un compositor.

## Carrera literaria

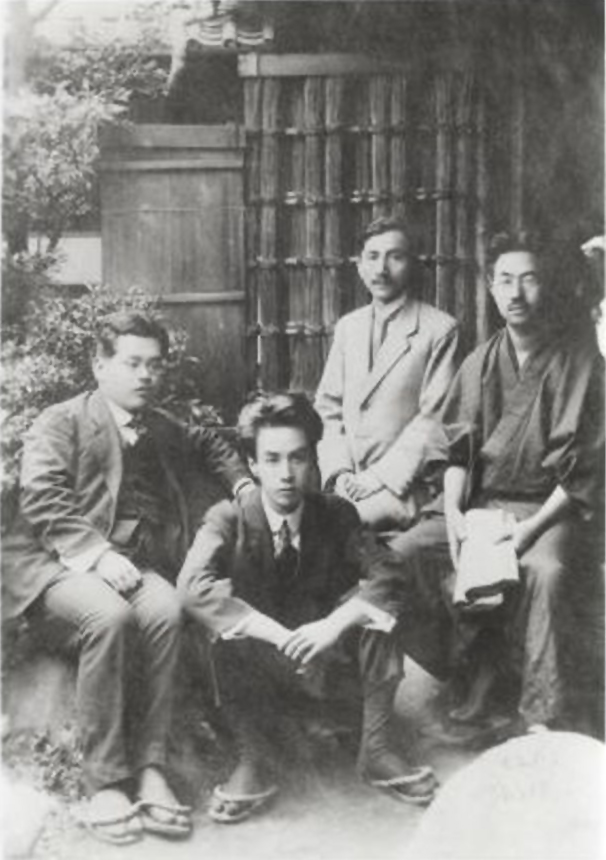
Akutagawa (segundo a la izquierda) rodeado de sus amigos, 1919. Su amigo de toda la vida, Kan Kikuchi, aparece a su izquierda.

En 1915, Akutagawa publicó Rashōmon (donde describe la decadencia de las tradiciones japonesas acompañada por la angustia existencial de los protagonistas) y otro cuento en la revista Teikoku Bungakude la Universidad de Tokio. Frecuentó la casa del escritor Natsume Sōseki, quien ejercería en él una notable influencia. En 1916, con Kume, Kikuchi, Matsuoka y otros edita Shinshicho (cuarta época), en la que publica "La nariz", mereciendo elogios de Natsume. Publica además "El pañuelo" en la revista Chuo Koron, que tiene favorable acogida en la crítica; se convierte en uno de los más firmes valores de la nueva generación. Se gradúa en la Universidad; presenta la tesis "Estudios sobre William Morris". Es nombrado profesor en la Escuela de Mecánica Naval de Oficiales. Ese mismo año, muere su maestro Natsume.
En 1917, publicó sus dos primeros libros de cuentos. Un año más tarde, ingresó en el periódico Mainichi de Osaka, donde publicó El biombo del infierno, La muerte del mártir, Asesinato de la era Meiji, La muerte del poeta Basho y otros cuentos. En 1919, viajó a Nagasaki con Kan Kikuchi para estudiar el cristianismo japonés y publicó cuentos con ese tema (Nagasaki era una ciudad en la que la mayoría de su población era practicante fiel del catolicismo a partir de las misiones de Francisco Javier).
En 1920, publicó algunos cuentos, entre ellos El Cristo de Nankín, El baile y Otoño; este último señala un cambio en su estilo. Un año después viajó a China como corresponsal del diario 'Mainichi' y escribe varios cuentos relacionados con ese país. En 1922, publicó algunos ensayos y cuentos: En el bosque, El general, La princesa Rokunomiya y La castidad de Otom que marcan el fin de su primera época literaria. Al año siguiente publicó la serie de cuentos sobre Yasukich. En aquel tiempo se produciría el gran terremoto de Tokio. En 1924, se encarga de la publicación de The modern series of English Literature. Al año siguiente compilaba una antología de literatura moderna japonesa; también publica una crónica de viaje a la China.

### Influencias

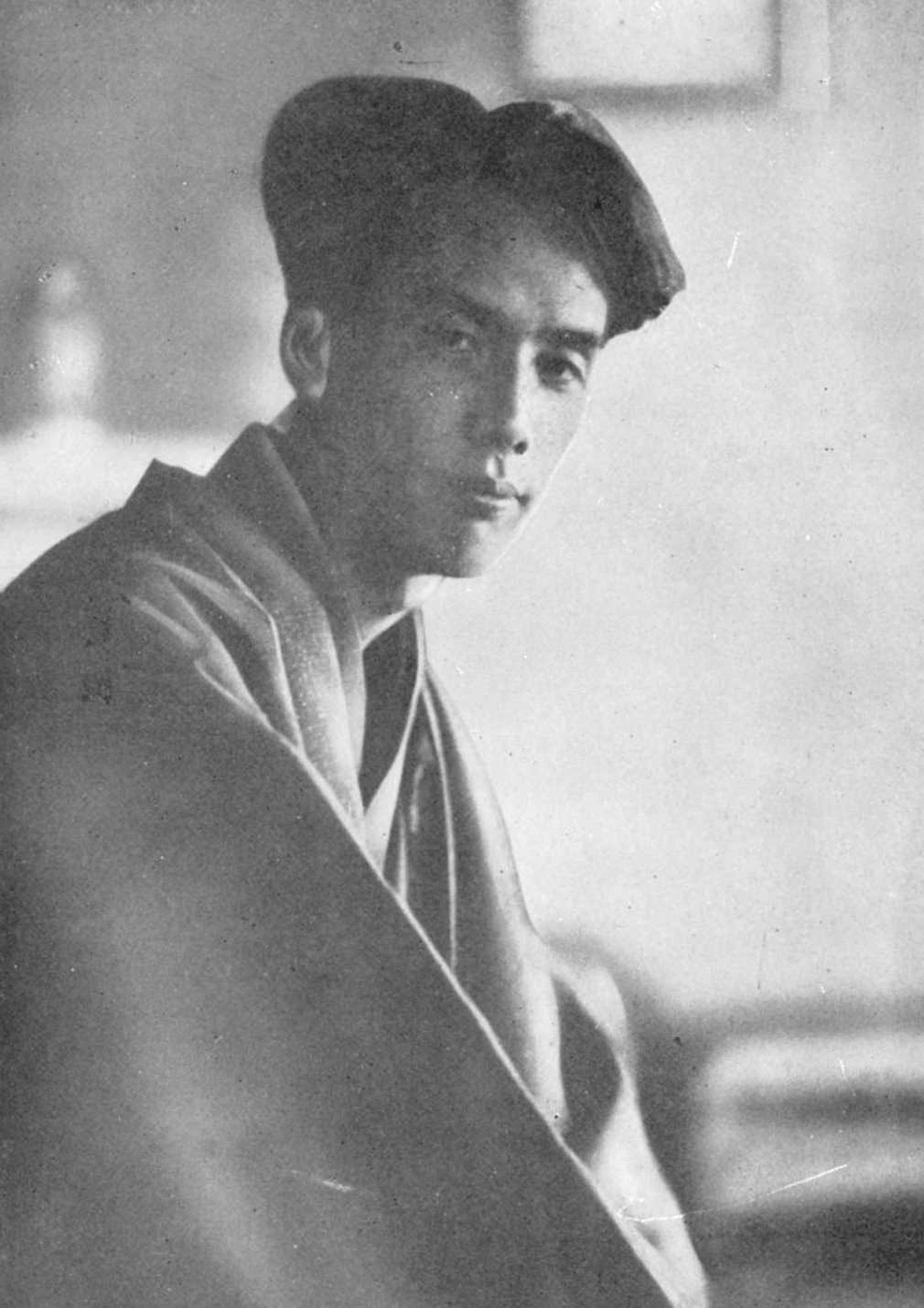
Akutagawa en 1926.

Las historias de Akutagawa fueron influenciadas por su creencia de que la práctica de la literatura debería ser universal y reunir a las culturas occidentales y japonesa. Esto se deja ver en la forma en la que Akutagawa utiliza una gran variedad de culturas y períodos de tiempo en sus obras y, o bien reescribe la historia con sensibilidades modernas, o crea nuevas historias utilizando ideas de múltiples fuentes. La cultura y la formación de una identidad cultural también es un tema principal en varias de las obras de Akutagawa. En estas historias, explora la formación de la identidad cultural durante los períodos de la historia en los que Japón estaba más abierto a las influencias externas. Un ejemplo de esto es su historia Hōkyōnin no Shi ("El mártir", 1918) que se establece en el período misionero.
La imagen de la mujer en las historias de Akutagawa fue moldeada bajo la influencia de las tres mujeres que tomaron el papel de madre en su vida. Su mayor influencia fue su madre biológica, Fuku, de quien le preocupaba haber heredado su locura. A pesar de no haber pasado mucho tiempo con esta, Akutagawa se identificaba fuertemente con su madre, además de creer que si en algún momento enloquecía la vida no tendría sentido. Sin embargo, sería su tía Fuki quien jugó el papel más importante en su crianza y angustias. Fuki controlaba gran parte de su vida y exigiendo su atención, especialmente a medida que envejecía y le decía proyectivamente que era un demente como su ya fallecida madre. Las mujeres que aparecen en las historias de Akutagawa, al igual que las mujeres que identificó como madres, en su mayoría fueron escritas como dominantes, agresivas, engañosas y egoístas. Por el contrario, los hombres a menudo eran representados como las víctimas de tales mujeres, como en Kesa a Morito ("Kesa y Morito", 1918), en el que la protagonista femenina intenta controlar las acciones tanto de su amante como de su marido.

## Estilo literario
Akutagawa era un hombre muy culto, familiarizado con las culturas clásicas japonesa y china, pero también con autores occidentales, entre ellos Baudelaire, Próspero Mérimée  y Anatole France. El poeta francés Claude Roy (1915-1997) observa una convergencia histórica entre el estilo preciso de Akutagawa y el de Sigmund Freud y Luigi Pirandello, incluso si Akutagawa conocía a estos dos autores sólo de manera muy indirecta.
Durante su carrera literaria, Akutagawa nunca escribió novelas largas, sino un gran número de cuentos, a menudo inspirados en cuentos antiguos. Durante su corta vida publicó más de ciento cincuenta cuentos, que abordan géneros tan variados como la literatura policial (En la espesura, 1922), la fantasía (El hilo de España, 1918) o la sátira social (Kappa, 1927).
Los escritos de Akutagawa están imbuidos, como atestigua su testamento por última vez, de la dificultad de ser japonés, en una época en la que ricas culturas que durante mucho tiempo se habían ignorado entre sí entraron de repente en contacto: la era Meiji, en la que Japón se moderniza según el modelo occidental. Así, encontramos constantemente en Akutagawa una referencia a la tradición, que pretende restaurar su identidad vacilante sin que esta referencia quede obsoleta: adapta así muchos cuentos (monogatari) de la Edad Media japonesa.

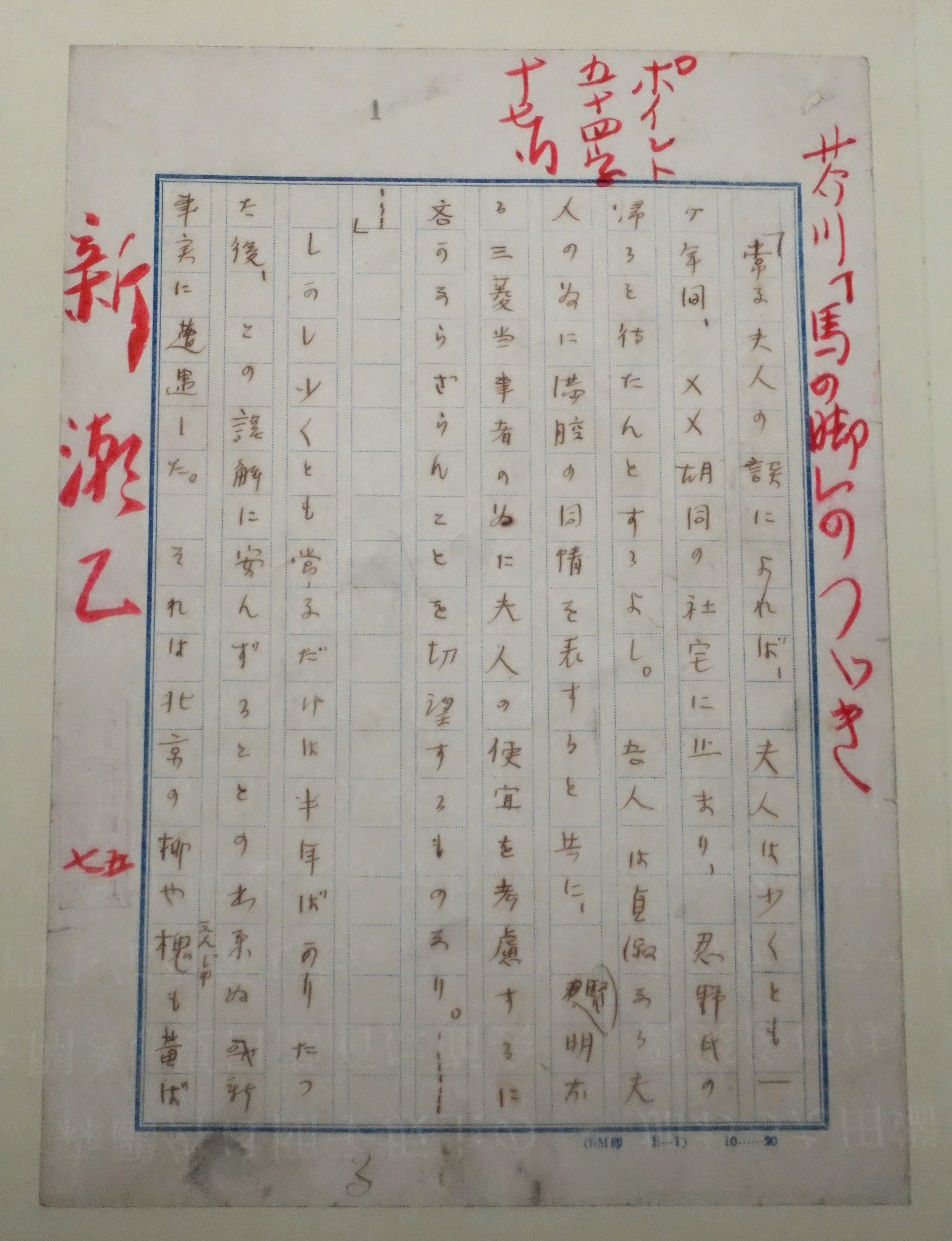
Manuscrito de Pata de caballo de Ryūnosuke Akutagawa, Edo-Tokyo Museum - Sumida, Tokio, Japón.

## Vida posterior
En el año de 1926, enfermó gravemente y padecería de crisis nerviosas: alucinaciones visuales y angustia que se trasunta en todas sus obras. Declinó su producción literaria. En 1927, mantuvo una polémica literaria con el novelista Junichiro Tanizaki, donde se debatió el camino que tomaría la literatura japonesa moderna, debate que quedó inconcluso debido a sus ideologías distintas. Escribió numerosas obras de gran valor en las cuales los principales méritos son la originalidad y las logradas expresiones de lo emocional: "Ilusión", "Kappa" (una sarcástica sátira social parcialmente fabulada basándose en los animales de la mitología popular japonesa llamados kappa), "El hombre del oeste", "La vida de un idiota", "Palabras de un enano", "Los engranajes" (breve pero intenso relato autobiográfico en el cual describe sus sensaciones pesadillezcas y expresa la idea del suicidio). Ese mismo año se suicidó ingiriendo veronal; antes de morir dijo: ぼんやりとした不安 (Bonyaritoshita fuan, que significa "sombrío desasosiego"). Después de su muerte se publicó su último libro de cuentos, además de otros ensayos, poemas y cuentos infantiles.
En 1935, su amigo de toda la vida Kan Kikuchi estableció el premio literario de mayor prestigio en Japón, el Premio Akutagawa, en su honor. Akutagawa empleó los pseudónimos Chōkōdō Shujin 澄江堂主人 y Gaki 我鬼.

## Significancia
Akutagawa fue uno de los primeros poetas y escritores asiáticos que intentó combinar el estilo literario nativo con la literatura europea y así modernizarlo. A través de su estilo de escritura, revolucionó su época y ha tenido una influencia duradera en los más grandes escritores japoneses.
Akutagawa estaba familiarizado con la literatura japonesa y china, así como con la europea. Fue influenciado por autores como Edgar Allan Poe, Charles Baudelaire, Oscar Wilde, Mori Ōgai y Natsume Sōseki, entre otros. El título de su obra autobiográfica "La vida de un tonto" hace referencia a la novela igualmente autobiográfica "Le tardoyer d'un fou" de August Strindberg de 1895, en la que Strindberg describe despiadadamente su matrimonio con Siri von Essen.
El material diverso de sus cuentos a menudo se toma prestado de cuentos populares japoneses o de la literatura de la Edad Media japonesa . Las historias suelen tener un trasfondo profundamente psicológico . Esto significa que siguen siendo transferibles a las condiciones actuales incluso si se sitúan en una época histórica.
En la literatura japonesa, se le considera uno de los representantes más importantes de la llamada escuela intelectual, que intentó encontrar un camino intermedio entre la descripción puramente objetiva del naturalismo y el neoromanticismo emocionalmente sobrecargado.

## Akutagawa y el cine

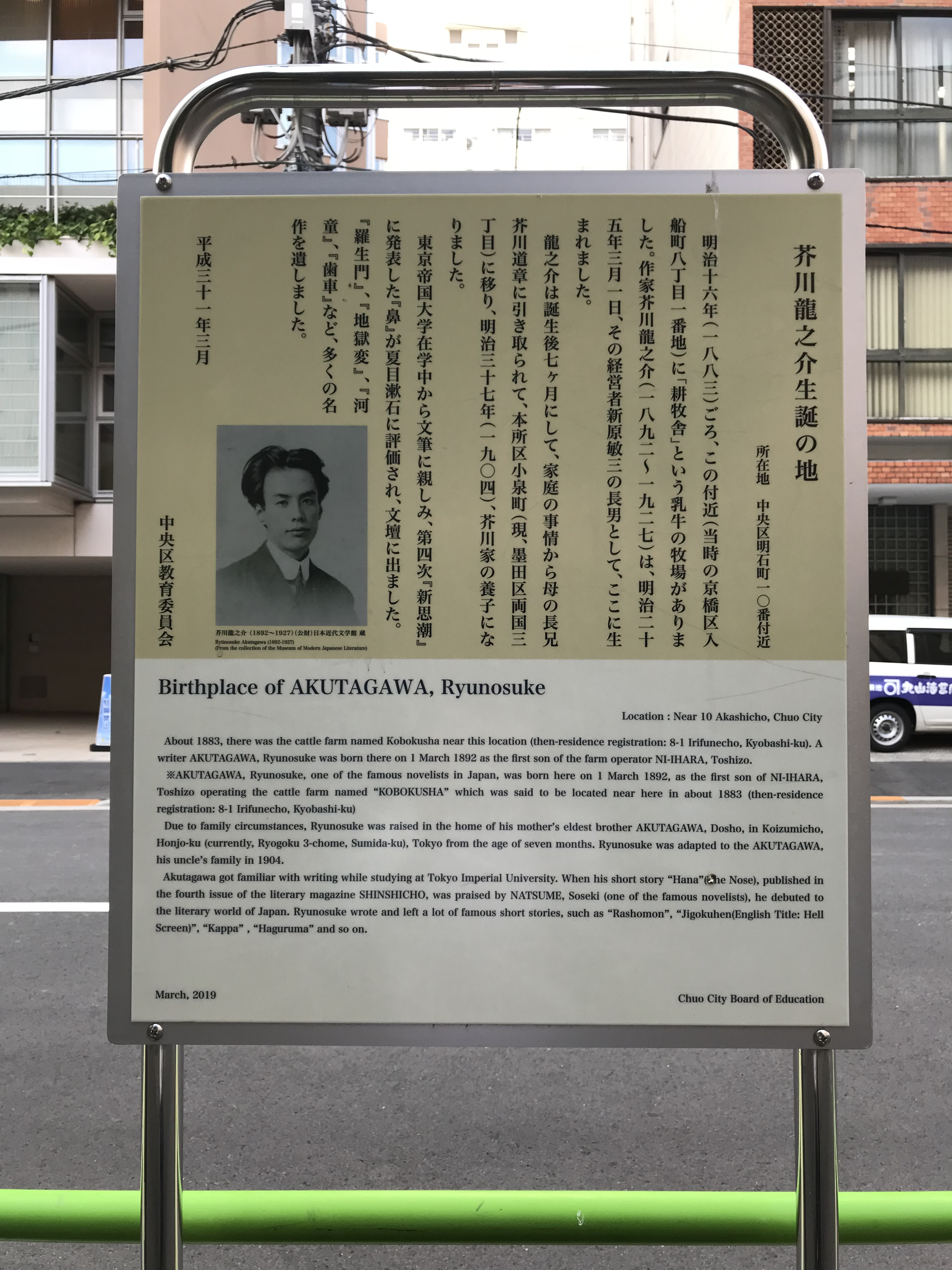
Placa en el lugar de nacimiento de Akutagawa en Tokio.

Su relato Rashōmon (1915) fue combinado con un relato posterior, En el bosque (1921-22), para formar la base argumental de la premiada película Rashōmon (1950), dirigida por Akira Kurosawa.

## Obras
- "Vejez" [老年 : Rōnen] (1914)
- "La nariz" [鼻 : Hana] (1915)
- "Gachas de ñame" [芋粥 : Imogayu] (1916)
- "El biombo del infierno" [地獄変 : Jigokuhen] (1916)
- "Rashōmon" [羅生門] (1917)
- "El tabaco y el diablo" [煙草と悪魔 : Tabako to akuma] (1917)
- "El hilo de la araña" [蜘蛛の糸 : Kumo no ito] (1917)
- "Jashūmon" [邪宗門]
- "En el bosque" o "En el bosquecillo" [藪の中 : Yabu no Naka] (1922)
- "Titiritero" [傀儡師 : Kairaishi] (1919)
- "El Cristo de Nankín" [南京の基本督 : Nankin no Kirisuto] (1920)
- "Sombras del farol" (1920)
- "Flores de la noche" (1921)
- "Vestido de primavera" (1923)
- "Ojakufu" (1924)
- "El abanico de Konan" (1927)
- "Genkakusanbō" (1927)
- "Vida de un idiota" [或阿呆の一生 : Aru ahō no Isshō] (1927)
- "El hombre de occidente" [西方の人 : Seihō no hito] (1927)
- "Los engranajes" [歯車 : Haguruma] (1927)
- "Kappa" [河童] (1927)

### Novelas
- La vida de Nobusuke Daidoiji (1925)

## Traducciones al español
- Akutagawa, Ryūnosuke (1959). El biombo del infierno y otros cuentos (Kazuya Sakai, trad.). Introducción de Kazuya Sakai. Buenos Aires: La Mandrágora. p. 64.
- Akutagawa, Ryūnosuke (1959). Kappa. Los engranajes (Kazuya Sakai, trad.). Prólogo de Jorge Luis Borges. Buenos Aires: Mundo Nuevo. p. 121.
- Akutagawa, Rynosuke (1961). El biombo infernal. Traducción de Vicente Gaos. Ilustraciones de Paredes Jardiel. Madrid, Arión.
- Akutagawa, Ryunosuke (1978). Las puertas del infierno y otros relatos (Mirta Kikuchi y Héctor Morán, trads.). Buenos Aires: Ediciones Andrómeda. p. 195.
- Akutagawa, Ryūnosuke (1995). El dragón y otros relatos. Traducción de Montse Watkins. Tokio: Gendaikikakushitsu. p. 135. ISBN 4773895063.
- Akutagawa, Ryūnosuke (2009). Sennin. Nostra Ediciones. p. 40. ISBN 9786077603191.
- Akutagawa, Ryūnosuke (2011). Vida de un idiota y otras confesiones. Traducción de Yumika Matsumoto y Jordi Tordera. Gijón: Satori. p. 200. ISBN 9788493820497.
- Akutagawa, Ryūnosuke (2012). El mago : trece cuentos japoneses. Traducción de Ryukichi Terao. Barcelona: Candaya. p. 188. ISBN 4773895063.
- Akutagawa, Ryūnosuke (2015). Rashomon y otros relatos históricos. Traducción e introducción de Iván Díaz Sancho. Satori. p. 352.
- Akutagawa, Ryūnosuke (2015), En la ceniza escribo. Selección, traducción, introducción y notas  de Fernando Rodríguez-Izquierdo y Gavala. Satori. 155 p.
- Akutagawa, Ryuunosuke (2019). Brilla un relámpago (Haikus escogidos). Selección, traducción y notas de Teresa Herrero y Jesús Munárriz. Madrid: Hiperión. p. 116.
- Akutagawa, Ryuunosuke (2021). El tabaco y el diablo y otros relatos cristianos. Introducción, traducción y notas de Hidehito Higashitani y Javier Rubiera. Gijón: Satori. p. 268.